# セルシード
株式会社セルシード（英: CellSeed Inc.）は、東京都江東区に本社を置くバイオベンチャー。

## 概要
2001年（平成13年）5月9日に設立したベンチャー企業。主な業務は細胞シート再生医療事業および再生医療支援事業で、研究室を本社内と東京女子医科大学・早稲田大学連携先端生命医科学研究教育施設内に設置している。

## 沿革
- 2001年（平成13年）5月9日 - 設立。
- 2009年（平成21年）10月30日 - 株式会社ジャパン・ティッシュ・エンジニアリングと共同研究開発基本契約を締結[2]。
- 2010年（平成22年）3月16日 - ジャスダックNEOに株式を上場。
- 2010年（平成22年）10月12日 - ヘラクレスと旧ジャスダックが市場統合し、JASDAQグロースへ移行。
- 2022年（令和4年）4月4日 - 東京証券取引所グロースへ移行。

## インサイダー取引疑惑
2013年、セルシードは継続疑義の状態であったが、同年8月13日にUBSロンドン支店に新規予約権発行を行い、9月29日には29億円の資金調達を発表した。1月末に発表されたSTAPのネイチャー論文に伴いセルシードの株価が上昇しており、1月30日と1月31日に売り抜けたUBSは10億円程の収益を上げたとされる。1月28日に会見が行われ、29日に報道解禁となったSTAP論文共著者にセルシード関係者がいることから、インサイダー取引疑惑があるとして証券監視委員会が調査しているとの報道がなされている。

## テレビ番組
- 日経スペシャル ガイアの夜明け あなたの体がよみがえる ～最先端・再生医療の可能性～（2009年7月7日、テレビ東京）[5] - 再生医療ビジネスを取材。

## 関連会社
- セルシード ヨーロッパ（イギリス）
- セルシード フランス（フランス）
- セルシード スウェーデン（スウェーデン）